# Všiváci (skupina hmyzu)
Všiváci (Rhynchophthirina) jsou podřád parazitických pisivek (Psocoptera) zahrnující jedinou čeleď všivákovití (Haematomyzidae) a jediný rod všivák (Haematomyzus).

## Taxonomie
Jako první popsal všiváka sloního (Haematomyzus elephantis) Piaget v roce 1869. Našel jej na slonu africkém v zoologické zahradě v Rotterdamu a na základě podobnosti zahrnul čeleď Haematomyzidae, kterou pro něj stanovil, mezi vši (Anoplura). Někteří autoři jí však přisuzovali jiné taxonomické postavení, například ji zařazovali do blízkého příbuzenstva štěnic jako čeleď v rámci řádu Hemiptera.
Do řádu všenky (Mallophaga) čeleď zařadil G. F. Ferris v roce 1930. Později byly všenky spolu s vešmi (Anoplura) sloučeny do jediného řádu Phthiraptera. V roce 1985 byla poprvé prokázána polyfylie všenek a jejich jednotlivé čeledi (luptouši, péřovky a všiváci) tak dostaly status samostatných podřádů v rámci řádu Phthiraptera.
Dle moderních fylogenetických analýz je řád Phthiraptera rovněž polyfyletický. Vši, luptouši, péřovky a všiváci se navíc jeví jako vnitřní skupiny pisivek (Psocoptera) a jejich výrazně odlišná tělesná stavba je vysvětlována adaptacemi na parazitický způsob života.

## Morfologie
Ústní ústrojí všiváků je tvořeno drobnými kusadly umístěnými na konci protaženého rostra. Přestože jsou tedy všechny druhy všiváků hematofágní stejně jako vši (Anoplura), morfologií ústního ústrojí se podobají spíše zbylým skupinám parazitických pisivek – péřovkám (Ischnocera) a luptoušům (Amblycera).

## Druhy
- všivák sloní (Haematomyzus elephantis) – cizopasí na slonu africkém a slonu indickém[1]
- Haematomyzus hopkinsi – cizopasí na praseti savanovém a praseti bradavičnatém
- Haematomyzus porci – cizopasí na štětkounu africkém[5]